# Дзильяра, Томмазо Мария
Томмазо Мария Дзильяра (итал. Tommaso Maria Zigliara; 29 октября 1833, Бонифачо, королевство Франция — 11 мая 1893, Рим, королевство Италия) — итальянский куриальный кардинал, доминиканец. Префект Священной Конгрегации индульгенций и священных реликвий с 16 декабря 1886 по 28 октября 1887. Префект Священной Конгрегации образования с 28 октября 1887 по 10 мая 1893. Кардинал-дьякон с 12 мая 1879, с титулярной диаконией Санти-Козма-э-Дамиано с 15 мая 1879 по 1 июня 1891. Кардинал-протодьякон с 20 декабря 1887 по 1 июня 1891. Кардинал-священник с титулом церкви Санта-Прасседе с 1 июня 1891. Кардинал-епископ Фраскати с 16 января 1893.